# サウス・ストリート・シーポート
サウス・ストリート・シーポート (South Street Seaport) は、ニューヨーク市マンハッタン区の歴史地区で、かつて港だったエリア区である。イースト川に面する波止場や倉庫街は小売り施設として利用されており、波止場には古い帆船などが展示されている。

## 概要
ファイナンシャル・ディストリクトに隣接し、フルトン・ストリートがイースト川に行き当たる場所にある。このエリアはファイナンシャル・ディストリクトとは別にニューヨーク市歴史建造物に指定されている。このエリアにはダウンタウンでも最古の建物がいくつもあり、19世紀初頭に改修された商館が林立している。他にも改修された帆船やかつてのフルトン魚市場、また近代的なショッピングモールも建てられ、ショッピングや食事、ブルックリン橋の景色、そして夜景も楽しむことができる。このシーポートの入り口にはタイタニック・メモリアル灯台がある。

## 歴史
1950年代後半まで、古いワード・ライン社の埠頭（ピア15, 16と17の一部）はほとんど空き地になっていた。ここに1967年にピーター・スタンフォードとノーマ・スタンフォードがサウス・ストリート・シーポート博物館を設立した。その目的はフルトン・ストリート南西にあってシャーマーホーン・ロウと呼ばれた建築物群を保存することであった。これらの建物は、ニューヨーク市の帆船産業が衰退するにつれ一部の古物商以外からの関心が薄れ、取り壊しの危機にあった。そのためこれらの建築物や帆船を取得して歴史を保存し、このエリアを教育的な歴史地区にすることが目指された。このため、出店する店についても観光客に海上貿易で賑わった当時のニューヨークの景観や生活を体験させることを目的に、この地域の全盛期であった19世紀中盤、1820年から1860年頃の働く姿を再現するというスタイルを採っていた。
1998年に連邦議会指定のアメリカ国立海事博物館の一つとなったとき、サウス・ストリート・シーポート博物館はニューヨーク市のかつての港の跡地、12 スクエアの区画を占める歴史地区であった。この博物館は30,000平方フィート (2,800 m2)以上の展示スペースと教育施設を持ち、展示ギャラリー、19世紀の印刷店、考古学博物館、海事図書館、船舶センター、海洋生物保存ラボ、そして私有のものとしてはアメリカでも最大の歴史的船舶群を保有していた。
フルトン・ストリート近くの一角の石畳やショップ、バー、そしてレストランが保存されている。ブリッジ・カフェは「ニューヨーク市に現存する最古の飲酒施設」であると主張しており、かつて売春宿も入っていた建物で現在も営業している。
2012年のハリケーン・サンディで大きな被害を受けたことから、施設を所有するハワード・ヒューズ・コーポレーションは最も重要なショッピング街であるピア17を2013年に取り壊し、2015年までに新しい施設を建設すると発表した。

### 保有船舶
- Peking, 1911年建造、4檣バーク3
- Wavertree, 1885年建造、貨物船、現存する最古の錬鉄製船舶3
- Pioneer, 1885年建造、スクーナー1 3
- Lettie G. Howard, 1893年建造、スクーナー1 2
- Ambrose, 1908年建造、灯台船2
- Helen McAllister, 1900年建造、タグボート
- W.O. Decker, 1930年建造、タグボート1 3
- Marion M., 1932年建造、雑貨運搬用はしけ

1 好天時には一般向けニューヨーク市内水上周遊を行っている。
2 アメリカ合衆国国立公園局指定アメリカ合衆国国定歴史建造物
3 アメリカ合衆国国立公園局指定アメリカ合衆国国家歴史登録財

## 現在

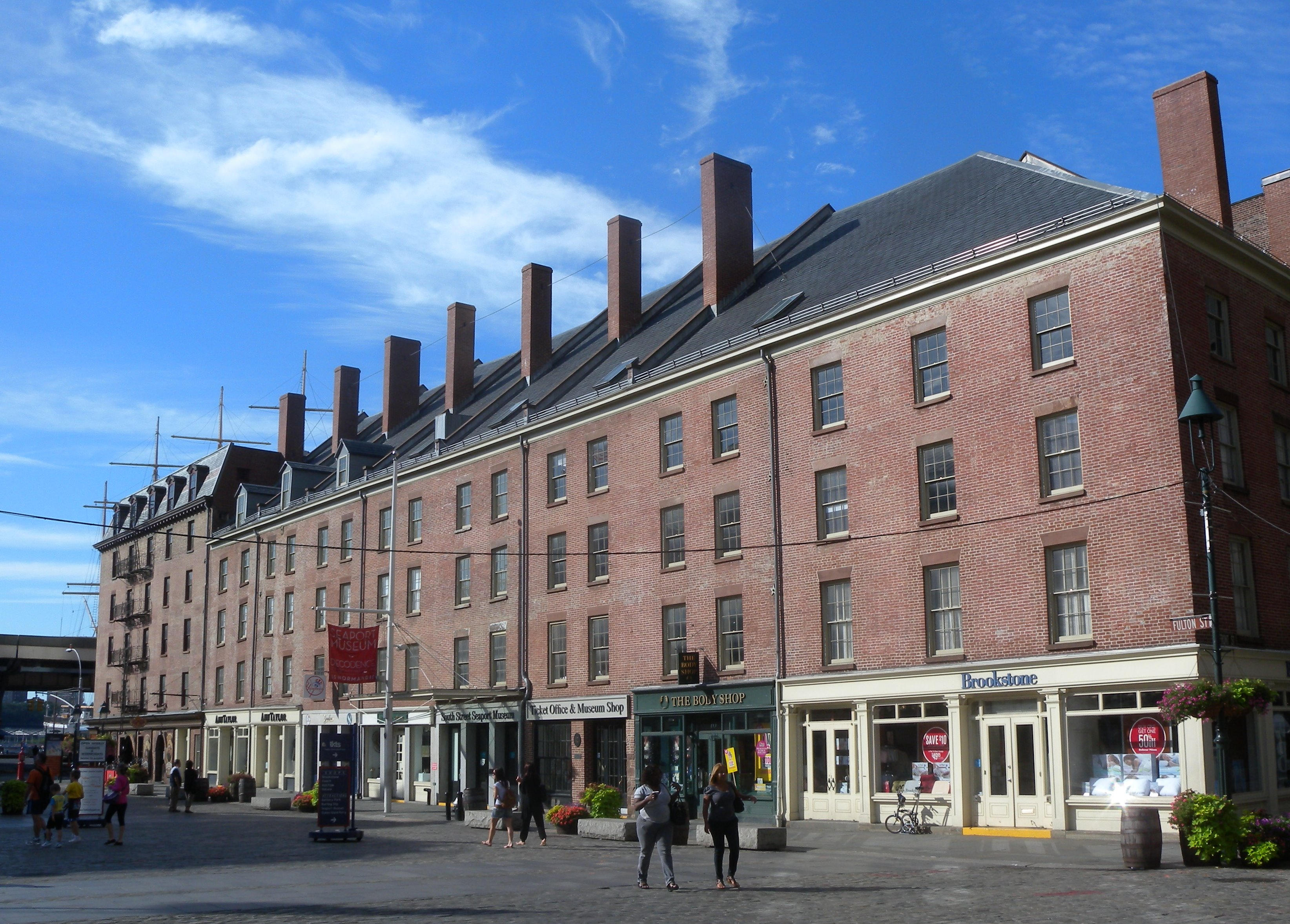
19世紀初頭のシャーマーホーン・ロウの商業建築群

1982年にジェームズ・ラウス率いる再開発プロジェクトにより、観光地として再開発された。ピア17のフルトン魚市場を新しく建て直した他、その隣に大きな近代的ショッピングモールが建てられて1983年にオープンした。ここは現在も多くのショップやフードコートが入っている。外の波止場ではイースト川、ブルックリン橋そして対岸のブルックリン・ハイツの景色を楽しむことができる。これらの施設はハワード・ヒューズ・コーポレーションが所有している。

## ポップカルチャーにおけるサウス・ストリート・シーポート

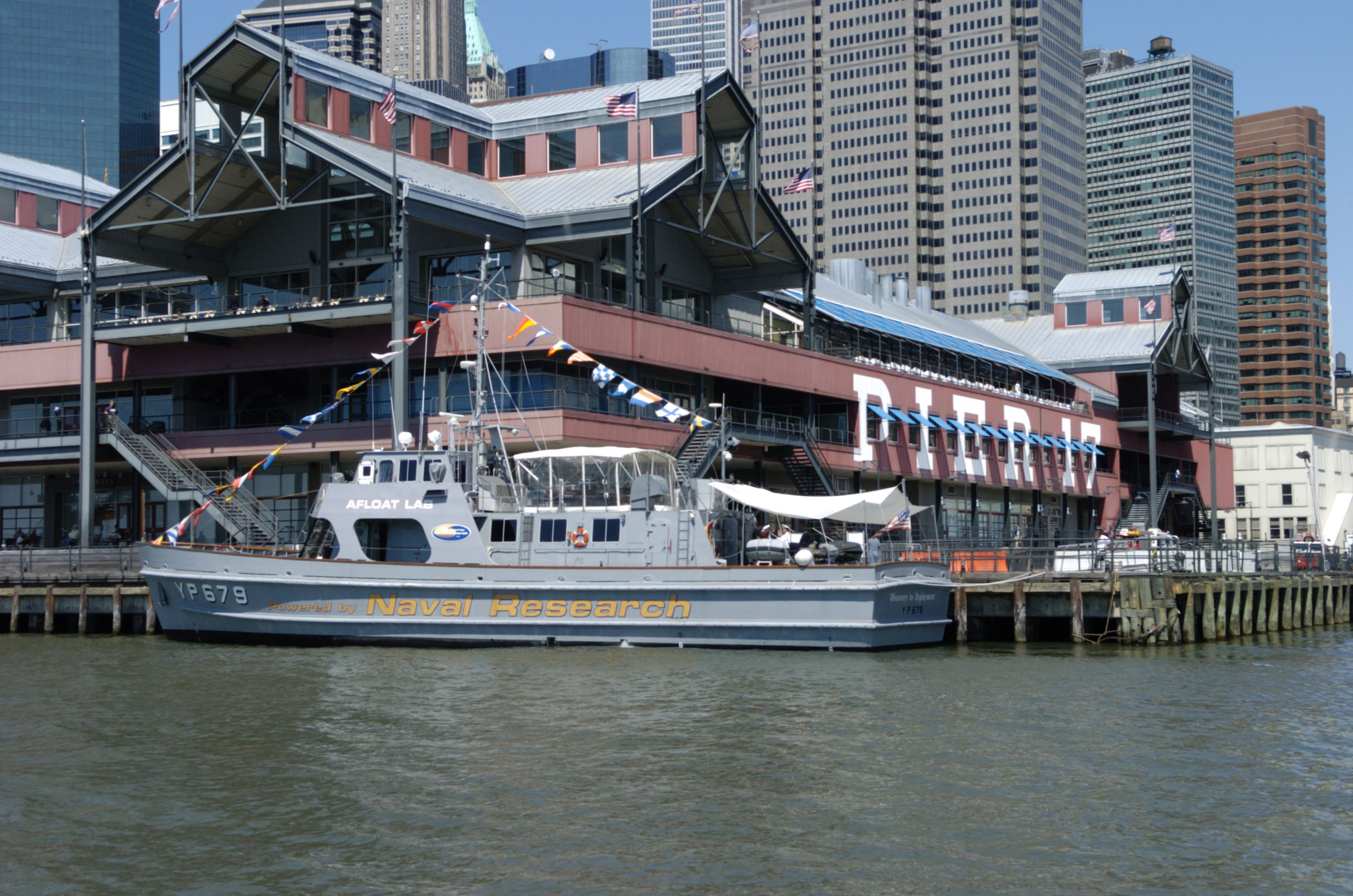
ピア17

- サブ・ポップよりリリースされたバージョンのニルヴァーナの曲「In Bloom」のPVでは、ここをロケに使っている。
- 「アイ・アム・レジェンド」は、ここをロケに使用している。
- 「Crysis 2」では、ピア17が登場する[6]。
- 毎年夏には、シーポート・ミュージック・フェスティバル（英語版） が開催される。

## 交通手段
- ニューヨーク市バスM15系統。
- ニューヨーク水上タクシー（英語版）は夏の金曜と週末・祝日にシーポート直行便を運行している。
- NYウォーターウェイ（英語版）とSeaStreak（英語版）のフェリーはウォール街のフェリー乗り場まで毎日運行している。
- ニューヨーク市地下鉄フルトン・ストリート駅 (2 3 4 5 A C J Z系統) は地下鉄の最寄り駅である 。
- 地下鉄新線の2番街線シーポート駅（英語版）が建設予定である[7]。

## ギャラリー

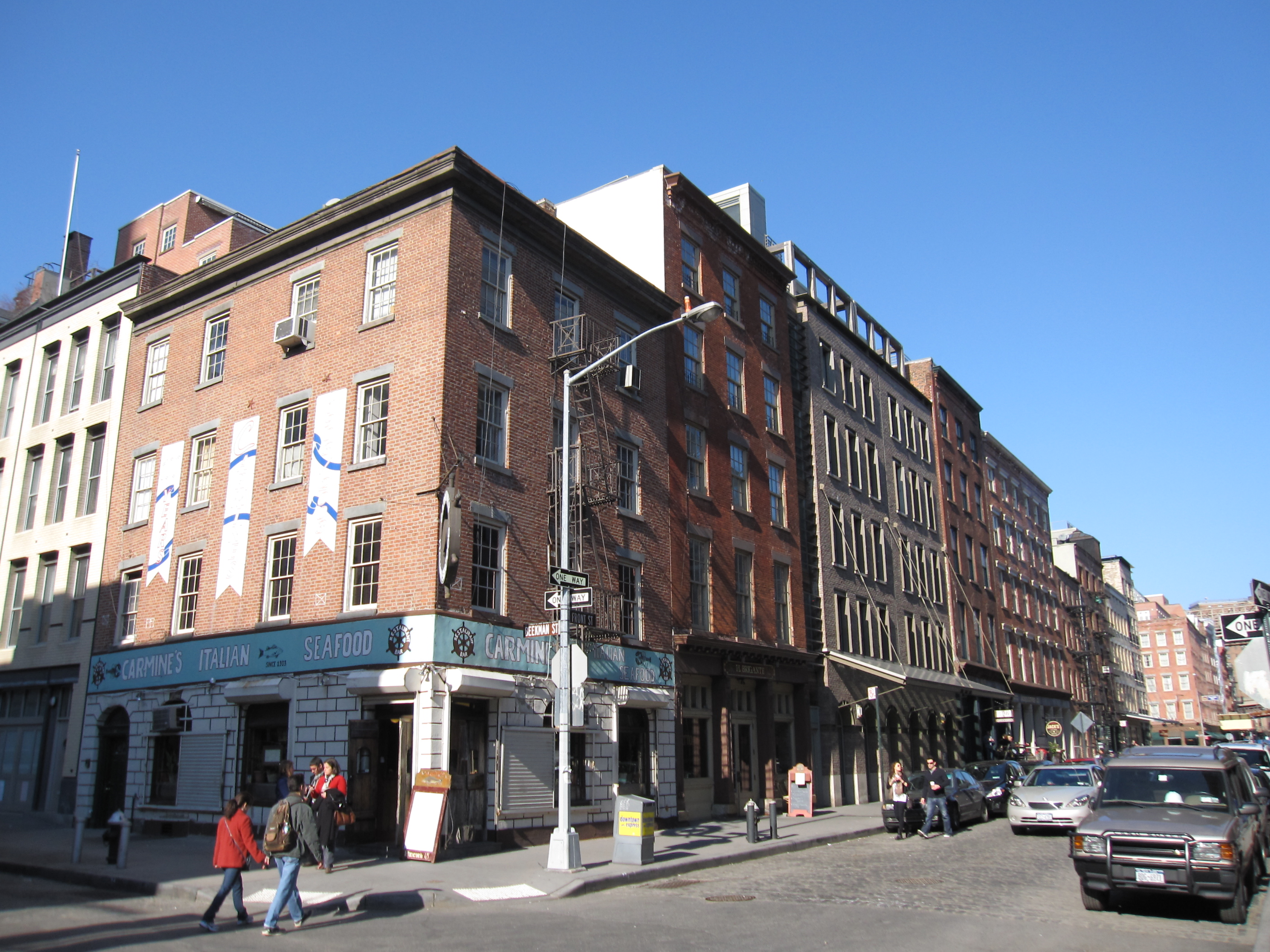
正面角とBeekman Street
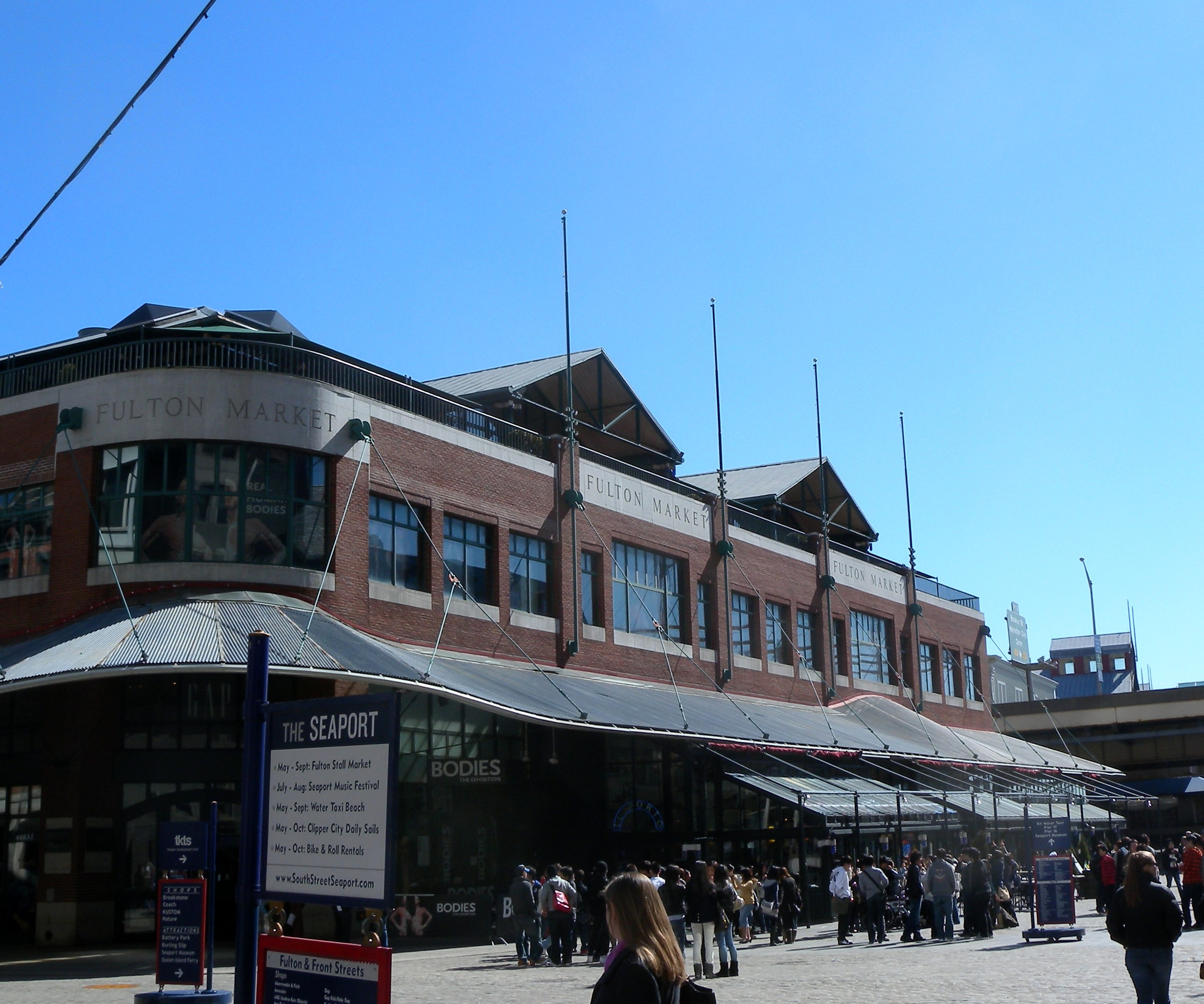
フルトン・マーケット
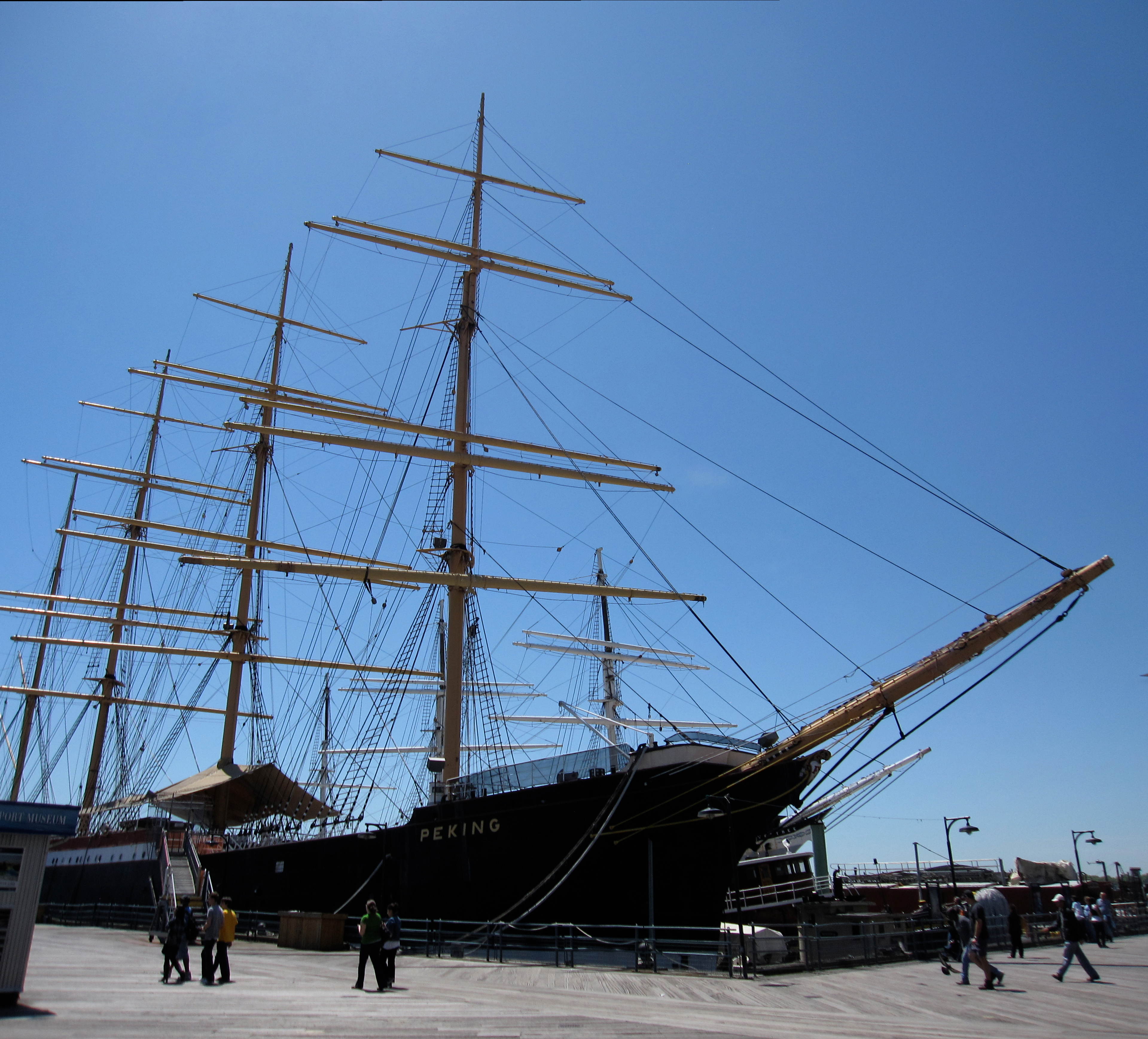
1911年に建造されたPeking
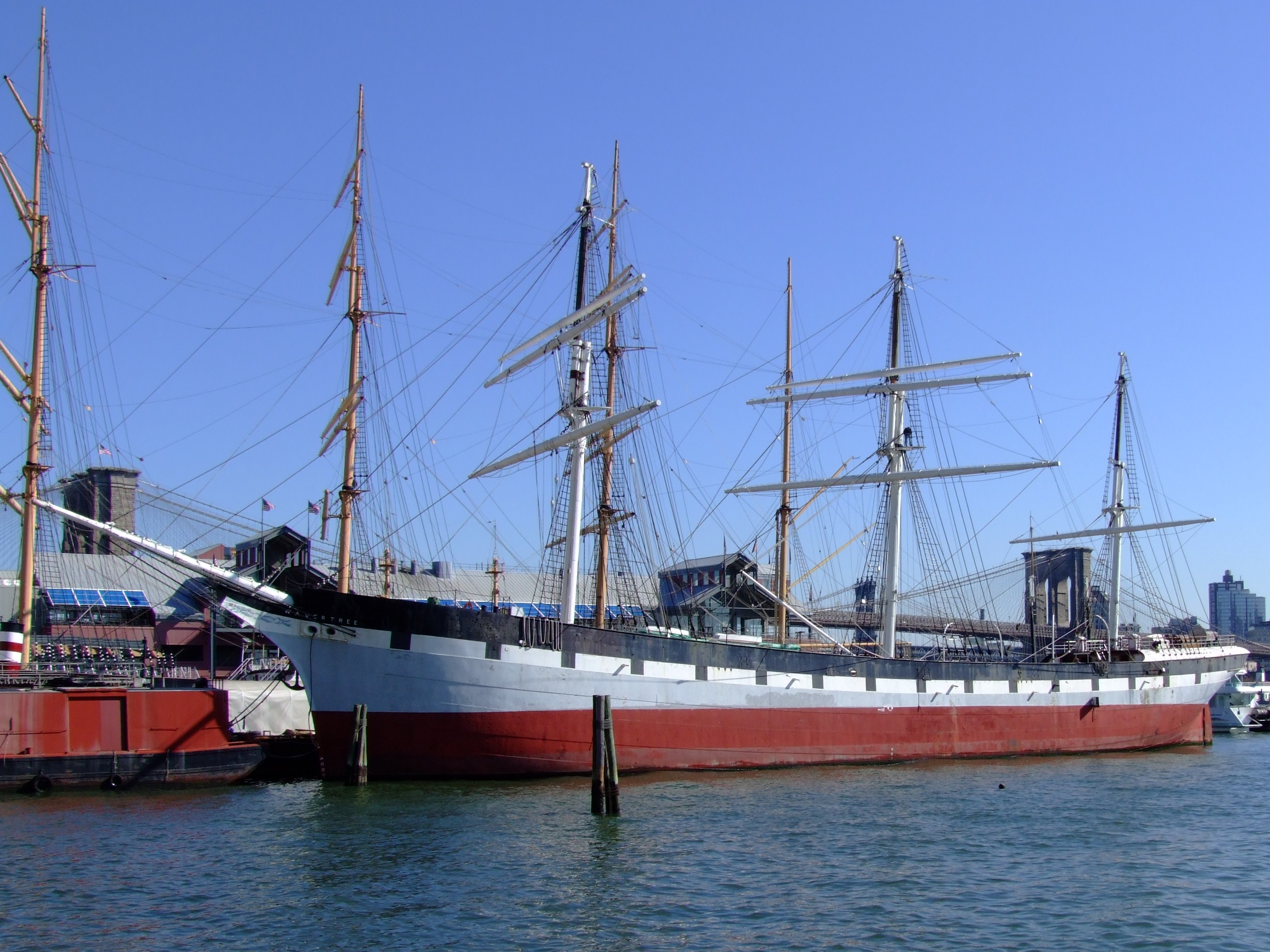
トールシップ Wavertree
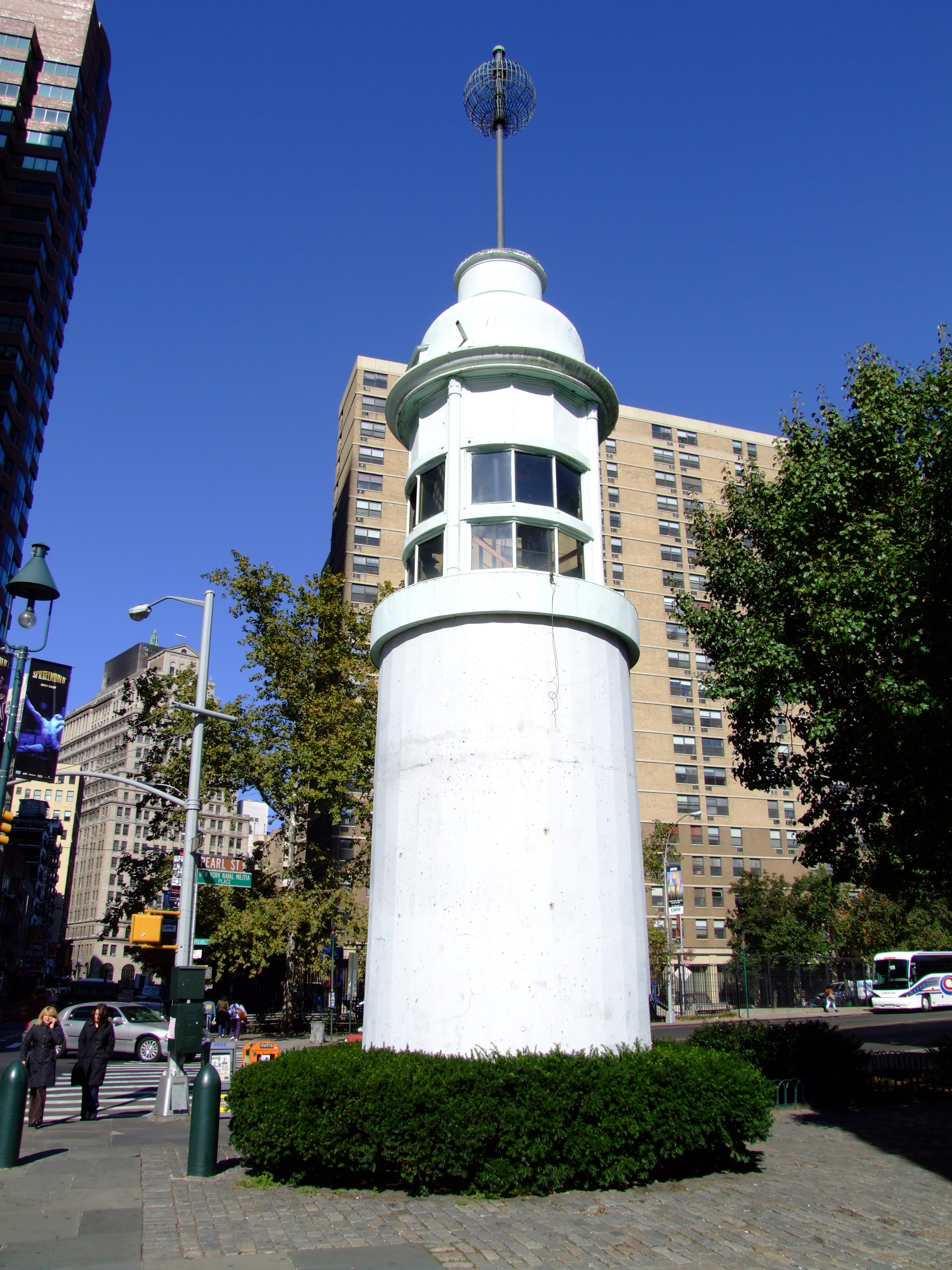
タイタニック・メモリアル灯台
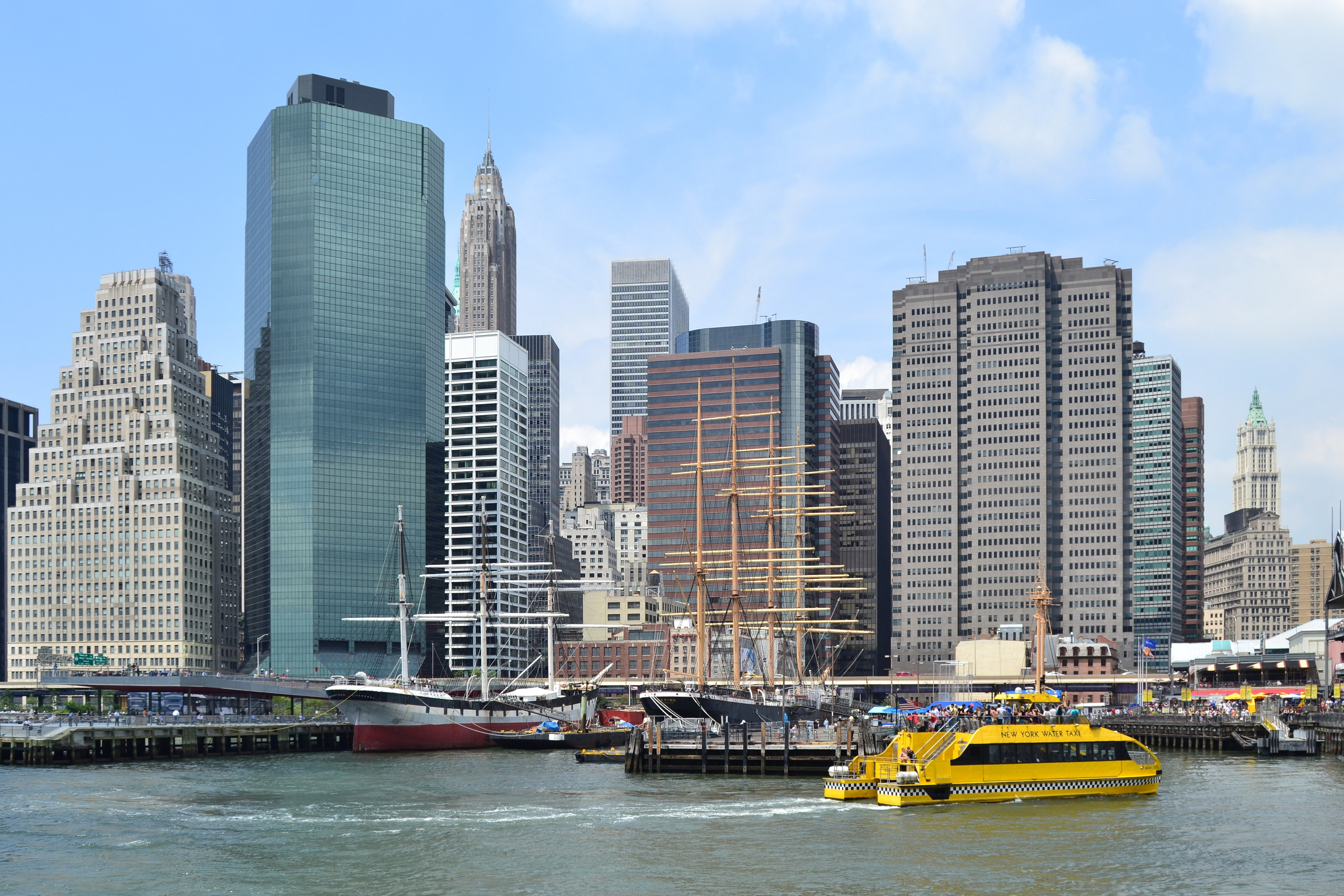
イースト川からの眺め